# جيزيل بيتيفر
جيزيل بيتيفر (بالإنجليزية: Giselle Pettyfer)‏ هي الرئيس التنفيذي ل"فالكون وشركاه"، التي تأسست في عام 2009 من قبل الشيخ محمد بن راشد آل مكتوم، نائب رئيس دولة الإمارات العربية المتحدة، رئيس مجلس الوزراء حاكم دبي. بيتيفر هي خريجة دراسات عليا من جامعة كامبردج، و قد شغلت منصب رئيس الاتصالات في اللجنة الأولمبية الدولية ورئيس الاتصالات المؤسسية لسباق جراند بري الأردن. وقد اشتغلت بيتيفر على مساعي دبي المزدوجة لاستضافة الألعاب الأولمبية عام 2020 وكذلك لاستضافة معرض إكسبو العالمي في العام ذاته.